# Черсько-Колимська гірська тундра
Черсько-Колимська гірська тундра (WWF ID: PA1103) — екорегіон, що охоплює висотні області хребта Черського та Колимських гір, єдиного великого гірського масиву на півночі Росії. Екорегіон належить до палеарктичного царства, біому тундра. Займає площу 556,589 км².

## Розташування та опис
Екорегіон мозаїчно охоплює місцевість розташовану вище 800 метрів над рівнем моря на схилах хребта Черського та Колимських гір, що простягається на 2000 км від річки Лени на заході до Колимських гір на сході та приблизно на 1000 км від Охотського моря на півдні до прибережної рівнини Льодовитого океану на півночі. Найвищі вершини сягають 3000 метрів — Пік Побєди.

## Клімат
У більшості регіону субарктичний клімат — дуже холодний (класифікація Коппена Dfd). Цей клімат характеризується тривалою, холодною зимою та коротким, прохолодним літом і лише з одним-трьома місяцями, коли середня температура піднімається вище 10° C. Середня кількість опадів становить близько 237 мм/рік. Середня температура в центрі екорегіону становить -46,8° C у січні та 10,6° C у липні.

## Флора та фауна
У цьому екорегіоні лише витривалі види можуть вижити на висоті. Окремі дерева модрини зустрічаються до висоти 1000 метрів, вище приблизно до 1900 метрів можна зустріти субальпійську карликову сосну, вище розташована тонка зона альпійської тундри до 2200 м, вище 2200 м рослини не зустрічаються

## Заповідники
- Магаданський заповідник